# Sétna Airt
Sétna Airt (Sedna I) (fl. XIV-X secolo a.C.) figlio di Artrí, figlio di Éber, figlio di Ír, figlio di Míl Espáine, fu, secondo la tradizione leggendaria e storica, re supremo d'Irlanda.
Prese il potere dopo la morte di Rothechtaid mac Main, che, secondo una tradizione, Sétna uccise in combattimento a Cruachan per difendere suo figlio Fíachu Fínscothach. Regnò per cinque anni fino a quando Fíachu, tornato dall'esilio, lo uccise a Cruachan Goffredo Keating aggiunge che Fíachu tornò a Cruachan con una flotta nera e gli Annali dei Quattro Maestri dicono che fu aiutato a uccidere Sétna dal futuro re supremo Muinemón La cronologia di Keating data il suo regno dal 980 al 975 a.C., mentre gli Annali dei Quattro Maestri dal 1358 al 1353 a.C.